# Lophius
Lophius é um género de peixes marinhos bentónicos de profundidade pertencente à família Lophiidae da ordem Lophiiformes, que agrupa as espécies conhecidas pelo nome comum de tamboril. As espécies deste género têm distribuição natural nos fundos das plartaformas continentais e taludes continentais dos oceanos Atlântico e Índico. Algumas espécies deste género, com destaque para Lophius piscatorius no Atlântico Nordeste e Lophius budegassa no Mediterrâneo, são objecto de importante pescaria commercial.

## Descrição
A cabeça é grande, larga, achatada e deprimida, com o restante do corpo parecendo apenas um apêndice. A boca larga estende-se por toda a circunferência anterior da cabeça, e ambas as mandíbulas são armadas com bandas de dentes longos e pontiagudos, que são inclinados para dentro, e podem ser temporariamente deprimidos de modo a não oferecer impedimento a um objeto deslizando em direção ao estômago, enquanto evita o seu escape da boca.
As barbatanas peitorais e ventrais são articuladas de forma a desempenhar as funções de pés, podendo o peixe caminhar no fundo do mar, onde geralmente se esconde na areia ou entre algas. Ao redor da cabeça e também ao longo do corpo, a pele apresenta apêndices com franjas que lembram pequenas folhas de alga marinha. Essas estruturas, combinadas com a capacidade de mudar a cor do corpo para combinar com o ambiente, auxiliam muito o peixe a se esconder em seus locais de espreita, que são selecionados pela abundância de presas.
As espécies de Lophius apresentam três longos filamentos brotando do meio da cabeça, que resultam de um conjunto de adptação que modificaram os três primeiros espinhos da barbatana dorsal anterior, os quais se apresentam destacados. Como acontece com todas as espécies de tamboril, o filamento mais longo é o primeiro (o ilício), que termina num crescimento irregular carnudo, a esca, e móvel em todas as direções. Esse raio modificado da barbatana é usada como isca para atrair outros peixes, que o tamboril captura com as suas enormes mandíbulas, devorando-os inteiros. Se a presa foi atraída pela esca ou não, não é estritamente relevante, pois a ação das mandíbulas é um reflexo automático desencadeado pelo contato com a esca.
Os tamboris, como a maior parte dos Lophiiformes,também são caracterizados por um enormeme estômago distensível, o que permite que estes peixes engulam completamente presas tão grandes ou mesmo maiores do eles. Os tamboris pode crecer até aos 150 cm, sendo comuns espécimes com cerca de 100 cm.

## Espécies
No género Lophius estão reconhecidas como validamente descritas as seguintes 7 espécies:
| Imagem | Nome científico                               | Nome comum         | Distribuição                                                                                                  |
| ------ | --------------------------------------------- | ------------------ | --- |
|        | Lophius americanus Valenciennes, 1837         | tamboril-americano | Atlântico Noroeste, desde as costas da Terra Nova e Quebec para sul até ao norte da Flórida.                  |
|        | Lophius budegassa Spinola, 1807               | tamboril-negro     | Costas europeias, desde o leste do Mar Jónio até à Grã-Bretanha. Também ocorre na costa do Senegal.           |
|        | Lophius gastrophysus A. Miranda-Ribeiro, 1915 | peixe-pescador     | Costa norte da América do Sul, América Central, Aruba, Cuba e Costa Rica                                      |
|        | Lophius litulon D. S. Jordan, 1902            | tamboril-amarelo   | Japão, Coreia e costas do Mar Amarelo e do Mar da China.                                                      |
|        | Lophius piscatorius Linnaeus, 1758            | tamboril-comum     | Atlântico Nordeste, do Mar de Barents ao Estreito de Gibraltar, Mar Mediterrâneo e Mar Negro.                 |
|        | Lophius vaillanti Regan, 1903                 | tamboril-africano  | Leste do Atlântico.                                                                                           |
|        | Lophius vomerinus Valenciennes, 1837          | peixe-demónio      | Costas do sul da África, desde o norte da Namíbia a Durban, an África do Sul, nos oceanos Atlântico e Índico. |

Conhece-se apenas uma espécie fóssil:
- †Lophius brachysomus Agassiz, 1835 (Monte Bolca, do Eoceno)